# آبگرم (کوهپایه)
آبگرم (کوهپایه)، روستایی از توابع بخش سیستان شهرستان کوهپایه در استان اصفهان ایران است.

## جمعیت
این روستا در دهستان زفره قرار دارد و براساس سرشماری مرکز آمار ایران در سال ۱۳۸۵، جمعیت آن زیر سه خانوار بوده‌است.